# Prästtorpet
Prästtorpet är en bebyggelse nordväst om Malmslätt i Linköpings kommun. Från 2023 avgränsar SCB här en småort.<